# USS 드와이트 D. 아이젠하워
USS 드와이트 D. 아이젠하워 (CVN-69)는 미국의 니미츠급 항공모함이다.

## 역사
1970년 뉴포트 뉴스 조선소에서 건조를 시작했다. 건조비는 6억 7900만 달러였다. 2016년 가치로 45억 달러이다.
1977년에 취역했으며, 2017년까지 40년 동안 14번 오버홀 정비를 받았다.
1991년 걸프전에 참전했다.